# Rasmus Stjerne
Rasmus Stjerne (ur. 26 maja 1988 w Hvidovre) – duński curler, mistrz świata juniorów 2009. W curling gra od 1998, jest zawodnikiem Hvidovre Curling Club, do 2006 był trzecim w drużynie Kennetha Jørgensena. 6-krotnie reprezentował kraj na mistrzostwach świata juniorów oraz raz na europejskim challenge’u. Rasmus jest synem Tommy’ego Stjerne, brązowego medalisty MŚ 1990.
Od 2006 jest kapitanem drużyny. Pierwszym dużym sukcesem Rasmusa było zdobycie złotego medalu na Mistrzostwach Świata Juniorów 2009. Po Round-Robin zajmował 2. miejsce. W rundzie play-off przegrał z Kanadą jednak kolejny mecz w półfinale z USA wygrał. W finale Dania zrewanżowała się Kanadyjczykom i wygrała mecz wynikiem 9:6.
W 2010 zespół Stjerne wygrał mistrzostwa Danii i wystąpił na Mistrzostwach Europy. Młodzi Duńczycy zagrali bardzo dobrze, awansowali do fazy finałowej. W meczu 3-4 pokonali Niemców (Andreas Kapp) 10:5, przeszli 9:7 przez półfinał ze Szwajcarią (Christof Schwaller). Ostatecznie drużyna z Hvidovre zdobyła srebrne medale przegrywając 3:5 finał przeciwko Norwegom (Thomas Ulsrud).
W rywalizacji o wyjazd na MŚ 2011 przegrał tylko z zespołem swojego ojca. Rasmus pojechał jednak do Reginy jako trener. Duńczycy zajęli ostatnie, 12. miejsce bez żadnej wygranej.
Rasmus powrócił jako skip w Mistrzostwach Europy 2011. Duńczycy podobnie jak rok wcześniej awansowali do fazy play-off. Niespodziewanie przegrali 8:9 w niższym meczu z Czechami (Jiří Snítil) i mogli grać już jedynie o 3. miejsce. W swoim ostatnim spotkaniu ponownie rywalizowali z reprezentacją Czech, tym razem 9:6 wygrali Duńczycy. W MŚ 2012 Duńczycy z bilansem 6 wygranych i 5 przegranych gier uplasowali się na 7. pozycji.
W Mistrzostwach Europy 2012 ekipa z Hvidovre wygrywając 6 spotkań zakwalifikowała się do rundy finałowej. W dolnym meczu Page play-off Duńczycy ulegli 5:6 Norwegom (Thomas Ulsrud). Następnie Czesi (Jiří Snítil) zrewanżowali im się w meczu o brązowy medal wygrywając 12:4. Podczas MŚ 2013 pierwszy raz od 1990, kiedy to jego ojciec zdobył brązowe medale, Stjerne doprowadził reprezentację do fazy play-off. Duńczycy w pierwszym spotkaniu ulegli 6:8 Kanadzie (Brad Jacobs), uplasowali się tuż za podium przegrywając 6:7 mecz o brąz na rzecz Szkotów (David Murdoch).
Ekipa Stjernego awansowała do fazy finałowej Mistrzostw Europy 2013. Duńczycy w pierwszym meczu pokonali 6:5 Szkotów (David Murdoch), przegrali jednak 7:8 półfinał przeciwko Szwajcarom (Sven Michel). Ekipa z Hvidovre zajęła 4. miejsce ulegając w małym finale 6:7 Szkotom.
Stjerne reprezentował Danię na Zimowych Igrzyskach Olimpijskich 2014. W fazie grupowej zespół zwyciężył w 4 meczach i uplasował się na 6. miejscu. W późniejszych Mistrzostwach Świata 2014 Duńczycy wygrali zaledwie w dwóch meczach i zostali sklasyfikowani na 12. pozycji. Stjerne, ze zmianami w drużynie, równie słabo zaprezentował się podczas listopadowych Mistrzostwach Europy 2014. Duńczycy z jednym wygranym spotkaniem zajęli 9. miejsce, co równe było z pierwszą w historii duńskiego curlingu degradacją do rozgrywek grupy B.

## Drużyna
|           | Czwarty           | Trzeci             | Drugi          | Otwierający    |
| --------- | ----------------- | ------------------ | -------------- | -------------- |
| 2014/2015 | Rasmus Stjerne    | Mikkel Krause      | Oliver Dupont  | Troels Harry   |
| 2011/2014 | Rasmus Stjerne    | Johnny Frederiksen | Mikkel Poulsen | Troels Harry   |
| 2010/2011 | Rasmus Stjerne    | Mikkel Krause      | Mikkel Poulsen | Troels Harry   |
| 2006/2009 | Rasmus Stjerne    | Mikkel Krause      | Oliver Dupont  | Troels Harry   |
| 2005/2006 | Rasmus Stjerne    | Mikkel Krause      | Mikkel Poulsen | Dennis Hansen  |
| 2004/2005 | Kenneth Jørgensen | Rasmus Stjerne     | Mikkel Poulsen | Dennis Hansen  |
| 2003/2004 | Kenneth Jørgensen | Rasmus Stjerne     | Mikkel Krause  | Mikkel Poulsen |